# Karl-Hans Rothaug
Karl-Hans Rothaug (* 11. April 1951 in Ludwigshafen am Rhein) ist ein deutscher Jurist.

## Werdegang
Rothaug studierte ab 1969 Rechtswissenschaften an der Universität Marburg. Nach dem ersten juristischen Staatsexamen 1974 begann er im Landgerichtsbezirk Fulda den Vorbereitungsdienst. Am 11. Juli 1977 promovierte er mit dem Thema Die Leitungskompetenz des Bundestagspräsidenten.
Vom 1. Februar 1978 bis 31. Mai 1978 arbeitete er als städtischer Assistent im Rechtsamt der Stadt Hannover. Am 1. Juni 1978 wurde er Richter auf Probe beim Verwaltungsgericht Kassel und dort am 1. Februar 1981 zum Richter auf Lebenszeit ernannt. Vom 1. Februar 1986 bis 31. Januar 1987 war er an den Hessischen Verwaltungsgerichtshof in Kassel abgeordnet. Dort wurde er am 1. August 1987 zum Richter, am 1. Juni 2004 zum Vorsitzenden Richter, im November 2005 zum Vizepräsidenten und im Dezember 2010 zum Präsidenten ernannt.